# タイリー・グレン
タイリー・グレン（Tyree Glenn、1912年11月23日 - 1974年5月18日）は、アメリカのトロンボーンおよびヴィブラフォン奏者。

## 略歴
タイリー・グレンは、地元テキサスのバンドでトロンボーンとヴィブラフォンを演奏した後、1930年代初頭にワシントンD.C.に移り、スウィング時代のいくつかの著名なバンドと共演している。ボブ・ヤングと共演し（1930年）、その後はトミー・マイルズのバンドに参加した（1934年–1936年）。マイルズの元を去った後、西海岸に移り、チャーリー・エコルズが率いるグループで演奏した (1936年)。さらに、エディ・ベアフィールド（1936年）、エディ・マロリーのバンド（1937年）、ベニー・カーター（1937年）と共演し、1939年から1946年までキャブ・キャロウェイと共演した。
彼はドン・レッドマンのビッグ・バンドと共にヨーロッパをツアーした（1946年）。1947年から1951年までは、トリッキー・サム・ナントンに由来するスタイルのワウ・トロンボーン奏者として、またエリントン楽団唯一のヴィブラフォン奏者としてデューク・エリントンと共演し、「リベリア組曲 (Liberian Suite)」でよくフィーチャーされた。その後、ハワード・ビッグス・オーケストラとも共演している。
1950年代、グレンはスタジオで音楽活動を行い、エンバーズでカルテットを率いて、テレビ、ラジオ、演劇の仕事をし、スウィングやディキシーランドを扱うフリーランスとなった。1953年、ジャック・スターリングのニューヨーク・デイリー・ラジオ・ショウに参加し、1963年までそこに留まった。1965年から1968年の間、ルイ・アームストロングのオール・スターズで世界をツアーして廻り、1971年にアームストロングが亡くなるまで演奏した。その後、最後の数年間は、自身のグループを率いた。
また、彼はスタジオ・ミュージシャンにして、俳優でもあった。彼は、デューク・エリントンとエロル・ガーナーによって録音された「Sultry Serenade」を作曲している。アラン・ロバーツが歌詞を追加したことで、この曲は「How Could You Do a Thing Like That to Me?」として知られるようになり、フランク・シナトラによって録音された。
グレンはニュージャージー州イングルウッドに暮らしていたが、61歳で癌によって亡くなった。彼には2人の息子、タイリー・ジュニアとロジャーがおり、どちらもミュージシャンとなった。

## 受賞歴
インディペンデント・ミュージック・アワード 2013 : Satchmo at the National Press Club: Red Beans and Rice-ly Yours - 最優秀リイシュー・アルバム

## ディスコグラフィ

### リーダー・アルバム
- At the Embers (1957年)
- 『アット・ザ・ラウンドテーブル』 - Tyree Glenn at the Roundtable (1958年)
- Try A Little Tenderness – Tyree Glenn with Strings (1959年)
- 『レッツ・ハヴ・ア・ボール』 - Let’s Have a Ball (1960年) ※タイリー・グレン・クインテット名義
- 『タイリー・グレン・アット・ザ・ロンドン・ハウス・イン・シカゴ』 - At the London House in Chicago (1961年)
- Trombone Artistry (1962年)

### 参加アルバム
ルイ・ベルソン & ジーン・クルーパ
- 『ドラムの決闘』 - The Mighty Two (1963年、Roulette)

バック・クレイトン
- 『バック・クレイトン・ジャム・セッション』 - All the Cats Join In (1956年、Columbia)

ジャック・スターリング・クインテット
- Cocktail Swing (1959年、Harmony/Columbia)[6]

クラーク・テリー
- Duke with a Difference (1957年、Riverside)[7]